# سوتيريس كونستانتيدس
سوتيريس كونستانتيدس (باليونانية: Σωτήρης Κωνσταντινίδης)‏ هو لاعب كرة قدم يوناني في مركز الهجوم، ولد في 19 أبريل 1977 في سيديروكاسترو في اليونان. شارك مع منتخب اليونان لكرة القدم. أما مع النوادي، فقد لعب مع أيك أثينا ونادي إيراكليس ويونيكوس.

## وصلات خارجية
- سوتيريس كونستانتيدس على موقع قاعدة بيانات كرة القدم.إي يو (الإنجليزية)
- سوتيريس كونستانتيدس على موقع ناشيونال فوتبول تيمز (الإنجليزية)